# Loudon, New Hampshire
Loudon är en kommun (town) i Merrimack County i delstaten New Hampshire, USA med 5 317 invånare (2010). 